# The Black Onyx
The Black Onyx est un jeu vidéo de rôle développé et édité par Bullet-Proof Software au Japon en 1984 sur ordinateurs personnels. Premier jeu de rôle à recevoir un succès sur l'archipel avec 150 000 exemplaires écoulés, il a contribué à familiariser le public japonais avec le genre et est généralement considéré comme le premier RPG japonais (ou J-RPG) de l'histoire. Le jeu, conçu par Henk Rogers, est d'abord disponible sur NEC PC-8801 puis porté sur de nombreuses plate-formes, comme le MSX en 1985, sur la console SG-1000 en 1987 ou Famicom en 1988. Cette dernière version, intitulée Super Black Onyx comporte un gameplay complètement modifié, avec de nouvelles cartes,,.
Les limitations de la mémoire ont imposé de commercialiser une partie du jeu sous forme de suites, en particulier The Fire Crystal, qui ajoute un système de magie. Deux autres suites sont prévues mais non commercialisées, The Moonstone et Arena.